# Jan Verstraeten
Jan Verstraeten (Lier, 11 maart 1978) is een voormalig Belgische veldrijder. Hij werd prof in 2001 bij Vlaanderen-T Interim en maakte eind 2003 zijn debuut in het veld. In 2004 stapte hij over naar Saey-Deschacht. Toen hun kopman Ben Berden eind 2005 betrapt werd op het gebruik van doping stopte de sponsor en trok Verstraeten naar het Fidea Cycling Team. De resultaten bleven uit en Verstraeten moest in de zomer van 2006 wederom een nieuwe werkgever zoeken. Hij begon het seizoen 2006-2007 met een persoonlijke sponsor en maakte op 1 januari 2007 zijn debuut bij het nieuwe Sunweb-ProJob van Jurgen Mettepenningen.

## Ploegen
- 2001: Vlaanderen - T-Interim
- 2002: Vlaanderen - T-Interim
- 2003: Vlaanderen - T-Interim
- 2004: Saey - Deschacht Sportgroep
- 2005: Fidea Cycling Team
- 2006: Fidea Cycling Team
- 2006: SDworx (individueel)
- 2007: Sunweb-ProJob
- 2008: KDL-Trans
- 2009: KDL-Trans
- 2010: KDL-Trans
- 2011: KDL-Trans